# 1-甲基咪唑
1-甲基咪唑又称N-甲基咪唑，是一种杂环有机化合物，化学式为CH3C3H3N2。它的咪唑环上的氢原子被甲基取代，无法产生互变异构。其碱性比咪唑略强，其共轭酸的pKa为7.0和7.4。其甲基显著地降低了该化合物的熔点，使之成为有用的溶剂。

## 制备及性质
1-甲基咪唑在工业上可以通过甲醇在酸催化下对咪唑进行甲基化得到，或者利用Radziszewski反应制备：
(CHO)2  +  CH2O  +  CH3NH2  +  NH3   →   H2C2N(NCH3)CH  +  3 H2O
1-甲基咪唑经过烷基化可以得到二烷基咪唑鎓盐，盐的种类和烷基化试剂及阴离子有关。通过这一反应可以得到很多离子液体，如1-正丁基-3-甲基咪唑鎓六氟磷酸鹽：